# Matthew Bolaños
Matthew Bolaños García(San Ramón de Alajuela, Costa Rica, 5 de julio de 2002 ) es un futbolista costarricense que juega como lateral izquierdo y actualmente milita en el Mosta Football Club de la Premier League de Malta.

## Clubes

### Como jugador
| Club                               | País       | Año       |
| ---------------------------------- | ---------- | --------- |
| Deportivo Saprissa                 | Costa Rica | 2020-22   |
| Jicaral Sercoba (préstamo)         | Costa Rica | 2022      |
| Municipal Grecia                   | Costa Rica | 2022-23   |
| Club Sport Herediano               | Costa Rica | 2023      |
| Municipal Pérez Zeledón (préstamo) | Costa Rica | 2023      |
| Jacó Fútbol Club                   | Costa Rica | 2024      |
| Club Sport Uruguay de Coronado     | Costa Rica | 2024      |
| Mosta Football Club                | Malta      | 2025-Act. |